# مانفرد اشمورده
مانفرد اشمورده (آلمانی: Manfred Schmorde; ۱۸ سپتامبر ۱۹۴۶) قایقران روئینگ اهل آلمان شرقی بود.
وی در مسابقات کشوری و بین‌المللی در مجموع برندهٔ ۲ مدال نقره، ۱ مدال برنز شده‌است.